# Peñamellera Baja
Peñamellera Baja (asztúriai nyelven El Valle Baju de Peñamellera) település Spanyolországban, Asztúria autonóm közösségben. Peñamellera Baja Peñamellera Alta, Llanes, Ribadedeva, Val de San Vicente, Herrerías, Lamasón, Peñarrubia és Tresviso községekkel határos. Lakosainak száma 1188 fő (2024).

## Népesség
A település népessége az utóbbi években az alábbiak szerint változott:
| Lakosok száma | 1579 | 1515 | 1421 | 1391 | 1317 | 1300 | 1261 | 1226 | 1225 | 1188 |
|               | 2001 | 2004 | 2007 | 2009 | 2012 | 2014 | 2017 | 2019 | 2022 | 2024 |